# Chrysocetus
Chrysocetus és un gènere de cetaci extint de la família dels basilosàurids que visqué durant l'Eocè. Se n'han trobat restes fòssils a Egipte.

## Taxonomia
- C. fouadassii
- C. healyorum